# Андрей, Василе
Василе Андрей (рум. Vasile Andrei; род. 28 июля 1955, Албешти, Яломица) — румынский борец греко-римского и вольного стилей, чемпион и призёр Олимпийских игр, неоднократный призёр чемпионатов мира и Европы.

## Биография
Начал заниматься борьбой в детстве, был замечен скаутом Думитру Пырвулеску, который перевёз его в Бухарест. В 1975 году стал четвёртым на чемпионате Европы среди юношей.
В 1979 году завоевал «бронзу» на чемпионате Европы и турнире Гран-при Германии, а на чемпионате мира остался четвёртым. В 1980 году вновь был третьим на Гран-при Германии, а на чемпионате Европы завоевал «серебро»
На Летних Олимпийских играх 1980 года в Москве боролся в категории до 100 килограммов (тяжёлый вес). На этих олимпийских играх был знаменосцем сборной Румынии.
Выбывание из турнира проходило по мере накопления штрафных баллов. За чистую победу штрафные баллы не начислялись, за победу за явным преимуществом начислялось 0,5 штрафных балла, за победу по очкам 1 штрафной балл, за ничью 2 или 2,5 штрафных балла, за поражение по очкам 3 балла, поражение за явным преимуществом 3,5 балла, чистое поражение — 4 балла. Если борец набирал 6 или более штрафных баллов, он выбывал из турнира. Титул оспаривали 9 человек. Первые две схватки румынский борец выиграл досрочно, ввиду дисквалификации соперника в одной, а во второй схватка закончилась ввиду серьёзной травмы (разрыв ахиллова сухожилия) главного претендента на золотую медаль Николая Балбошина. Этими двумя победами Василе Андрей уже обеспечил себе по крайней мере, бронзовую медаль. Проиграв две схватки, с ней и остался.
| Круг  | Соперник         | Страна                                    | Результат | Основание                                     | Время схватки |
| ----- | ---------------- | ----------------------------------------- | --------- | --------------------------------------------- | ------------- |
| 1     | Рефик Мемишевич  | Югославия                                 | Победа    | Дисквалификация соперника (0 штрафных баллов) | 5:37          |
| 2     | Николай Балбошин | Союз Советских Социалистических Республик | Победа    | Травма соперника (0 штрафных баллов)          | 1:53          |
| 3     | Роман Берла      | Польша                                    | Поражение | Дисквалификация (4 штрафных баллов)           | 7:24          |
| 4     | Георги Райков    | Болгария                                  | Поражение | 2-7 (3 штрафных баллa)                        |               |
| Финал | -                | -                                         | -         | -                                             |               |

В 1981 году остался четвёртым на чемпионате Европы, 10-м на Гран-при Германии, и завоевал «серебро» Универсиады 1981. В 1982 стал вице-чемпионом мира, и занял четвёртые места на чемпионате Европы и розыгрыше Кубка мира. В 1983 году был пятым на чемпионате мира и четвёртым на чемпионате Европы; в 1984 году повторил результат на чемпионате Европы.
На Летних Олимпийских играх 1984 года в Лос-Анджелесе выступал в соревнованиях как по греко-римской, так и по вольной борьбе.
В греко-римской борьбе выступал в категории до 100 килограммов (тяжёлый вес). Участники турнира, числом в 8 человек в категории, были разделены на две группы. За победу в схватках присуждались баллы, от 4 баллов за чистую победу и 0 баллов за чистое поражение. Когда в каждой группе определялись три борца с наибольшими баллами (борьба проходила по системе с выбыванием после двух поражений), они разыгрывали между собой места в группе. Затем победители групп встречались в схватке за первое-второе места, занявшие второе место — за третье-четвёртое места, занявшие третье место — за пятое-шестое места. В отсутствие сильнейших борцов и небольшом количестве участников, Василе Андрей, закончив все схватки досрочно, стал чемпионом олимпийских игр.
| Круг               | Соперник             | Страна                    | Результат | Основание                       | Время схватки |
| ------------------ | -------------------- | ------------------------- | --------- | ------------------------------- | ------------- |
| 1                  | Карл-Юхан Густавссон | Швеция                    | Победа    | 13-0 (4 балла)                  | 3:41          |
| 2                  | Франц Питшманн       | Австрия                   | Победа    | 15-2 (4 балла)                  | 2:45          |
| Финал в группе «А» | Георгиос Полкилидис  | Греция                    | Победа    | Пассивность соперника (3 балла) | 4:05          |
| Финал              | Грег Гибсон          | Соединённые Штаты Америки | Победа    | За явным преимуществом          | 4:16          |

В вольной борьбе выступал в категории свыше 100 килограммов (супертяжёлый вес), регламент турнира был такой же, в категории выступали 8 борцов. В вольной борьбе конкурировать не смог, провёл две схватки, в каждой из которых оказался на лопатках на второй минуте.
| Круг | Соперник         | Страна                    | Результат | Основание       | Время схватки |
| ---- | ---------------- | ------------------------- | --------- | --------------- | ------------- |
| 1    | Брюс Баумгартнер | Соединённые Штаты Америки | Поражение | Туше (0 баллов) | 1:58          |
| 2    | Айхан Ташкин     | Турция                    | Поражение | Туше (0 баллов) | 1:21          |

В 1985 году на чемпионате мира остался четвёртым. В 1986 году выиграл Гран-при Германии, занял второе место на чемпионате мира, а на чемпионате Европы был лишь седьмым. На следующий год стал победителем международного турнира Гала Гран-при FILA и Золотого Гран-при, был вторым на чемпионате Европы и третьим на чемпионате мира. В 1988 году был вторым на Гран-при Германии и пятым на чемпионате Европы.
На Летних Олимпийских играх 1988 года в Сеуле боролся только по греко-римской борьбе в категории до 100 килограммов (тяжёлый вес). На этих олимпийских играх был знаменосцем сборной Румынии.
Участники турнира, числом в 18 человек в категории, были разделены на две группы. За победу в схватках присуждались баллы, от 4 баллов за чистую победу и 0 баллов за чистое поражение. Когда в каждой группе определялись четыре борца с наибольшими баллами (борьба проходила по системе с выбыванием после двух поражений), они разыгрывали между собой места в группе. Затем победители групп встречались в схватке за первое-второе места, занявшие второе место — за третье-четвёртое места, занявшие третье место — за пятое-шестое места, четвёртое — за седьмое-восьмое места. Проиграв две схватки, румынский борец выбыл из соревнований.
| Круг | Соперник         | Страна                                    | Результат | Основание              | Время схватки |
| ---- | ---------------- | ----------------------------------------- | --------- | ---------------------- | ------------- |
| 1    | Гурам Гедехаури  | Союз Советских Социалистических Республик | Победа    | 4-1 (3 балла)          |               |
| 2    | Душан Масар      | Чехословакия                              | Победа    | 6-0 (3 балла)          |               |
| 3    | Йожеф Тертеи     | Югославия                                 | Поражение | 0-1 (0 баллов)         |               |
| 4    | -                | -                                         | -         | 4 балла                |               |
| 5    | Анджей Вроньский | Польша                                    | Поражение | Пассивность (0 баллов) |               |

В 1989 году занял седьмое место на Гран-при Германии. Оставил карьеру в 1989 году, перейдя на тренерскую работу в родном клубе. На сегодняшний день является генеральным секретарём федерации борьбы Румынии.